# Anthidium soikai
Anthidium soikai är en biart som beskrevs av Mavromoustakis 1968. Anthidium soikai ingår i släktet ullbin, och familjen buksamlarbin. Inga underarter finns listade i Catalogue of Life.